# Cuenotia
Cuenotia es un género monotípico de plantas con flores perteneciente a la familia Acanthaceae. Su única especie: Cuenotia speciosa, es originaria de Brasil.

## Taxonomía
Cuenotia speciosa fue descrita por Carlos Toledo Rizzini y publicado en Dusenia 7(6): 303, pl. 10. 1956.